# Startkapital

Startkapital Stufenentwicklung (Englisch)

Das Startkapital (auch: Seed-Funding) wird für die Unternehmensgründung benötigt. Neben dem Eigenkapital kann es zum größeren Teil auch aus finanziellen Mitteln wie beispielsweise Risikokapital von Darlehensgebern und Investoren bestehen. Für das Eigenkapital eines StartUps besteht die Möglichkeit der Beteiligung in Form der Stillen Gesellschaft. Die Höhe des Startkapitals und die Eigenkapitalquote sind Determinanten für die Bestandsfähigkeit eines Unternehmens. Unter anderem hält in Deutschland das Bundesministerium für Wirtschaft und Technologie eine Datenbank für Interessenten an einem Investment bereit. Als Voraussetzung für die Gewinnung von Investoren gelten gut ausgearbeitete Konzepte der Geschäftsidee.

## Startkapitalgeber

### Österreich
Die Förderbank der Republik Österreich, die Austria Wirtschaftsservice (aws), bietet Vorgründungsprojekten aus den Bereichen Life Sciences, IKT, Engineering und Physical Sciences im Rahmen des PreSeed-Programms einen Zuschuss von bis zu 200.000 Euro an. Schon gegründete Hochtechnologie-Start-up-Firmen können eine Seed-Finanzierung von bis zu 1 Million Euro beantragen.